# Jakov Norvegije
Jakov Norvegije ili Jakov Norvegius O.P. (? – 1416.) bio je prelat Katoličke Crkve koji je služio kao biskup trebinjsko-mrkanski od 1391. do 1416.

## Životopis
Kako navodi dubrovački povjesničar, Serafin Marija Crijević, rodio se u Trebinju. Prema drugim izvorima rođen je u Dubrovniku, dok drugi navode da je podrijetlom iz Ivreje u Pijemontu. O njemu se sačuvalo malo provjerenih povijesnih podataka. Pripadao je Dominikanskom redu te je bio prvi dominikanac na stolici trebinjsko-mrkanskih biskupa.
Papa Bonifacije IX., imenuje ga, 11. srpnja 1391., biskupom trebinjsko-mrkanskim. Prema drugim izvorima, za biskupa ga je imenovao 1413. (anti)papa Ivan XIII. Apostolskoj riznici on obećaje uplatiti uz svoju i neplaćenu pristojbu prethodnika biskupa Ivana. Istog dana postoji ponovni upis njegova obećanja bez spomena biskupa Ivana te je očito riječ da je o ispravci i ne odnosi se na nekog nepostojećeg Ratkova nasljednika Ivana nego na njegova daljeg prethodnika biskupa Ivana de Mobilija iz 1347. komu je pristojba oproštena zbog siromaštva.

Njegovim imenovanjem prvi put se u vatikanskim arhivima spominje naslov „trebinjsko-mrkanski”.
Napisao je djelo „Expositiones in omnes Psalmos David”.
Umro je 1416. godine te je bio pokopan u dubrovačkoj katedrali.

### Knjige
- Puljić, Ivica. 2023. Pregled povijesti područjâ Trebinjsko-mrkanske biskupije do pada pod osmansku vlast.   Puljić, Ivica; Marić, Marinko (ur.). Trebinjsko-mrkanska biskupija: Zbornik radova povodom obilježavanja 1000. obljetnice prvoga pisanog spomena Trebinjske biskupije i 700. obljetnice prvoga pisanog spomena Mrkanske biskupije. Trebinjsko-mrkanska biskupija. Mostar. str. 39–171
- Krasić, Stjepan. 2023. Dubrovački dominikanci i Trebinjsko-mrkanska biskupija.   Puljić, Ivica; Marić, Marinko (ur.). Trebinjsko-mrkanska biskupija: Zbornik radova povodom obilježavanja 1000. obljetnice prvoga pisanog spomena Trebinjske biskupije i 700. obljetnice prvoga pisanog spomena Mrkanske biskupije. Trebinjsko-mrkanska biskupija. Mostar. str. 437–469
- Perić, Ratko. 2020. Kronotaksa trebinjsko-mrkanskih biskupa s nekim prijepornim pitanjima.   Krešić, Milenko (ur.). Trebinjsko-mrkanska biskupija za vrijeme posljednjeg biskupa ordinarija Nikole Ferića (1792.-1819.) i nakon njega. Teološko-katehetski institut u Mostaru. Mostar. str. 9–33
- Puljić, Ivica. 1988. Prva stoljeća Trebinjske biskupije.   Puljić, Ivica (ur.). Tisuću godina Trebinjske biskupije. Vhbosanska visoka teološka škola. Sarajevo. str. 47–83

### Članci
- Grbavac, Branka. 2021. Oporuka dubrovačkog kancelara Antonija de la Maldura iz Bergama. Prilog proučavanju dubrovačkog javnog bilježništva u srednjem vijeku. Acta Histriae. Zgodovinsko društvo za južno Primorsko. Koper. : 637–652

### Mrežna sjedišta
- Bishop Jacobus †. catholic-hierarchy.org (engleski). Pristupljeno 22. rujna 2022.

| Titule u Katoličkoj Crkvi | Titule u Katoličkoj Crkvi              | Titule u Katoličkoj Crkvi |
| ------------------------- | -------------------------------------- | ------------------------- |
| prethodnik Ivan           | Biskup trebinjsko-mrkanski 1391.–1416. | nasljednik Ivan Muzarić   |